# Marcelo Negrão
Marcelo Teles Negrão (São Paulo, 10 de outubro de 1972) é um ex-voleibolista brasileiro, uma das grandes estrelas do voleibol nos anos 1990.
A primeira convocação para a Seleção Brasileira de Voleibol Masculino veio aos 17 anos, e com essa idade se tornou titular da seleção adulta, onde serviu por muitos anos.

## Carreira
| “ | “Desde cedo, eu era vidrado em esporte. O meu pai jogava vôlei amador e era apaixonado por isso. Quando falei que queria ser jogador, ele me apoiou muito.” | ” |

Negrão cresceu observando seu pai jogar vôlei de praia. Aos 11 anos, Marcelo já alcançava os 1,80m de altura, o que lhe garantiu uma vaga no time do Colégio Boa Viagem (CBV), em Recife, PE.
Aos 14 anos, o Esporte Clube Banespa o contratou. Em 1989, subiu para o time adulto do Banespa, ajudando o clube a conquistar o título de Tricampeão Paulista e Brasileiro nos anos de 89/90/91 e Campeão Sul-Americano de Clubes no ano de 91.
Após os Jogos Olímpicos de Verão de 1992, em Barcelona, veio o contrato para jogar na Itália, fazendo parte do time Gabeca-Ecoplant Montichiari.
O momento de consagração no voleibol italiano, porém, viria na temporada 1993-1994. Atuando no Sisley Treviso, comandado pelo grande treinador Gian Paolo Montali e atuando ao lado de grandes nomes do vôlei mundial da época como Tofoli,  Bernardi, Zwerver e Gardini, Negrão ajudou com grande destaque a equipe a arrebatar dois importantes títulos.
Na Taça CEV de Voleibol Masculino, o Sisley Treviso derrotaria na decisão a forte esquadra do Volley Gonzaga Milano por dramáticos 3-2 (19-17 no tie break). Meses depois as duas grandes equipes decidiriam o Campeonato Italiano de Voleibol Masculino num sensacional playoff. No quinto jogo, o Milano abriria vantagem de dois sets a zero. Negrão então em noite inspirada a partir do terceiro set incendiou a equipe que empataria a partida em 2-2. No dramático tie break, caberia justamente a Marcelo Negrão fazer o ponto final (15-13) num indefensável ataque diagonal, fazendo a festa dos 12.000 fanáticos torcedores de Treviso que comemorariam ali o primeiro dos nove scudettos da equipe.
Em 2001, o jogador passou a conviver com problemas sérios no joelho (as tendinites cronicas começaram já em 1995) e algumas cirurgias fizeram com que ele parasse de jogar com pouco mais de 30 anos.
No fim da carreira, migrou-se para o Vôlei de Praia, obteve alguns resultados importantes. Atualmente, Marcelo Negrão trabalha como comentarista de TV e dá palestras por todo o Brasil.

### Seleção Brasileira
Disputando o Campeonato Mundial Infanto-Juvenil, Marcelo Negrão ganhou o título de Melhor Jogador do Mundo da categoria e então foi direto para a Seleção Brasileira Adulta, em 1989, ainda aos 17 anos. No ano seguinte, no Campeonato Mundial realizado no Rio, passou a ocupar a posição de titular.
Em 1991 levou o Brasil ao título de Vice-Campeão no Campeonato Pan-Americano e Campeão Sul-Americano.
Em 1992, com apenas 19 anos, fez parte da equipe que conquistou o primeiro ouro olímpico de um esporte coletivo para o Brasil, sendo o autor do saque que encerrou a partida da final contra a Holanda. Neste torneio, Marcelo foi também um dos protagonistas de uma inovação tática feita pelo técnico José Roberto Guimarães. Para aproveitar as melhores características de cada um, o técnico usava Marcelo Negrão pelo meio de rede em algumas oportunidades, deslocando Carlão para as pontas.
| “ | "O Zé Roberto conseguiu implantar um sistema em que o Carlão, que tinha um bloqueio muito bom, bloqueava pelo meio e atacava pelas pontas. Não era a especialidade dele, mas ele já tinha jogado assim no passado. O Negrão era o contrário. Ele era um oposto e ao mesmo tempo atacava pelo meio dentro da rede. O Zé Roberto conseguiu montar isso dentro das Olimpíadas. Os adversários não entenderam: que sistema é esse do Brasil com quatro atacantes de ponta na mesma equipe?" | ” |

No ano seguinte, continuou no auge. Foi eleito o melhor jogador do mundo em 1993, quando o Brasil foi campeão da Liga Mundial, em decisão realizada em São Paulo.

## Recordes
- Em seu ataque, saltava 3,60m com a bola atingindo a velocidade de 150 km/h.[9] Esses dados foram incluídos no Guinness Book.[10]
- No Gabeca de Montichiari, Marcelo colocou 74 bolas no chão em apenas um jogo.[11]

## Títulos

### Prêmios Individuais
- 1988 - Melhor jogador da Copa Dan´up
- 1989 - Melhor jogador do mundo do Mundial Infanto-Juvenil
- 1989 - Melhor jogador de Brasil X Espanha
- 1990 - Melhor atacante da Copa Brasil
- 1991 - Melhor atacante do Mundial de Clubes
- 1991 - Eleito um dos 6 jogadores da equipe ideal da World Cup
- 1992 - Melhor atacante das Olimpíadas de Barcelona
- 1992 - Melhor atacante da Liga Mundial
- 1993 - Melhor Jogador do Mundo
- 1994 - Melhor sacador do Campeonato Mundial de Voleibol Masculino de 1994

### Conquistas
- 1987 - Campeonato Metropolitano Juvenil – Bronze
- 1987 - Campeonato Estadual Paulista Juvenil – Bronze
- 1988 - Copa Metropolitana Infanto-Juvenil – Ouro
- 1988 - Copa Metropolitana Juvenil – Prata
- 1988 - Campeonato Estadual Paulista Juvenil – Ouro
- 1988 - Campeonato Brasileiro Juvenil – Prata
- 1989 - Campeonato Mundial Infanto-Juvenil – Ouro
- 1989 - Campeonato Mundial Juvenil – Bronze
- 1989 - Campeonato Paulista – Ouro
- 1989 - Campeonato Brasileiro – Ouro
- 1990 - Copa Brasil – Ouro
- 1990 - Copa Nordeste – Prata
- 1990 - Torneio Início – Ouro
- 1990 - Campeonato Mundial de Clubes – Prata
- 1990 - Campeonato Paulista – Bicampeão
- 1990 - Campeonato Brasileiro – Bicampeão
- 1990 - Liga Mundial – Bronze
- 1991 - Campeonato Sul-Americano de Clubes – Ouro
- 1991 - Campeonato Mundial de Clubes – Prata
- 1991 - Campeonato Paulista – Tricampeão
- 1991 - Campeonato Brasileiro – Tricampeão
- 1991 - Campeonato Sul-Americano – Ouro
- 1991 - Jogos Pan-Americanos – Prata
- 1992 - Copa Super Four – Ouro
- 1992 - Super Copa – Ouro
- 1992 - Campeonato Sul-Americano de Clubes – Bicampeão
- 1992 - Olimpíadas de Barcelona – Ouro
- 1993 - Liga Mundial - Ouro
- 1994 - Campeonato Italiano - Sisley Treviso